# Павле II Цариградски
Павле II Цариградски (грч. Παυλος; преминуо 27. децембра 653.) је био цариградски патријарх у периоду од 1. октобра 641. до своје смрти.
Преузео је регентство за византијског цара Констанса II након кризе сукцесије 641. Стефан из Клипеје (данас Келибија, у Тинизији) изгледа да је служио као секретар/писар цариградског патријарха Павла II  (641-653.) 
Борио се против монотелита. Године  646. га је наследио Петар Цариградски.
Павле II је изабран за патријарха након доласка цара Констанса II на трон, који је наследио цара Ираклија, и непосредно пре понтификата папе Теодора I. Павле је постао патријарх у време када је монофизитство тресло Цариградску цркву. Најпре се изјаснио о својој привржености православној христологији, а затим (646–647) прихватио компромисни став монотелитизма који су изнели његови претходници, патријарси Сергије и Пир. Он је 648. својим ауторитетом подржао Констансов декрет, који је једноставно забранио сваку даљу дискусију о христолошком питању. Затим је 649. године, заједно са Сергијем и Пиром, екскомунициран и анатемисан од стране Латеранског сабора који је сазвао папа Мартин I. Ова акција, заједно са чињеницом да је Мартиново уздизање извршено без царске санкције, резултирало је царевим хапшењем папе Мартина и прогона у Херсон 653. године све до Павлове смрти. Царски покушаји да се реши монофизитска јерес, било компромисом или присилним ћутањем, изгубили су своју хитност до краја Павловог мандата; до тог времена арапска освајања су захватила најјаче монофизитске провинције Византијског царства. Монотелитски компромис одбацила је и сама Византијска црква на Шестом васељенском сабору (680–681), који је Павлово учење, између осталих, прогласио јеретичким.